# アクバル2世
アクバル2世（ウルドゥー語：اکبر شاہ ثانی, Akbar II, 1760年4月22日 - 1837年9月28日）は、北インド、ムガル帝国の第16代君主（在位：1806年 - 1837年）。アクバル・シャー2世（Akbar Shah II）ともよばれる。第15代君主シャー・アーラム2世の三男。母はクードシヤ・ベーグム。

## 生涯

### 即位以前と即位

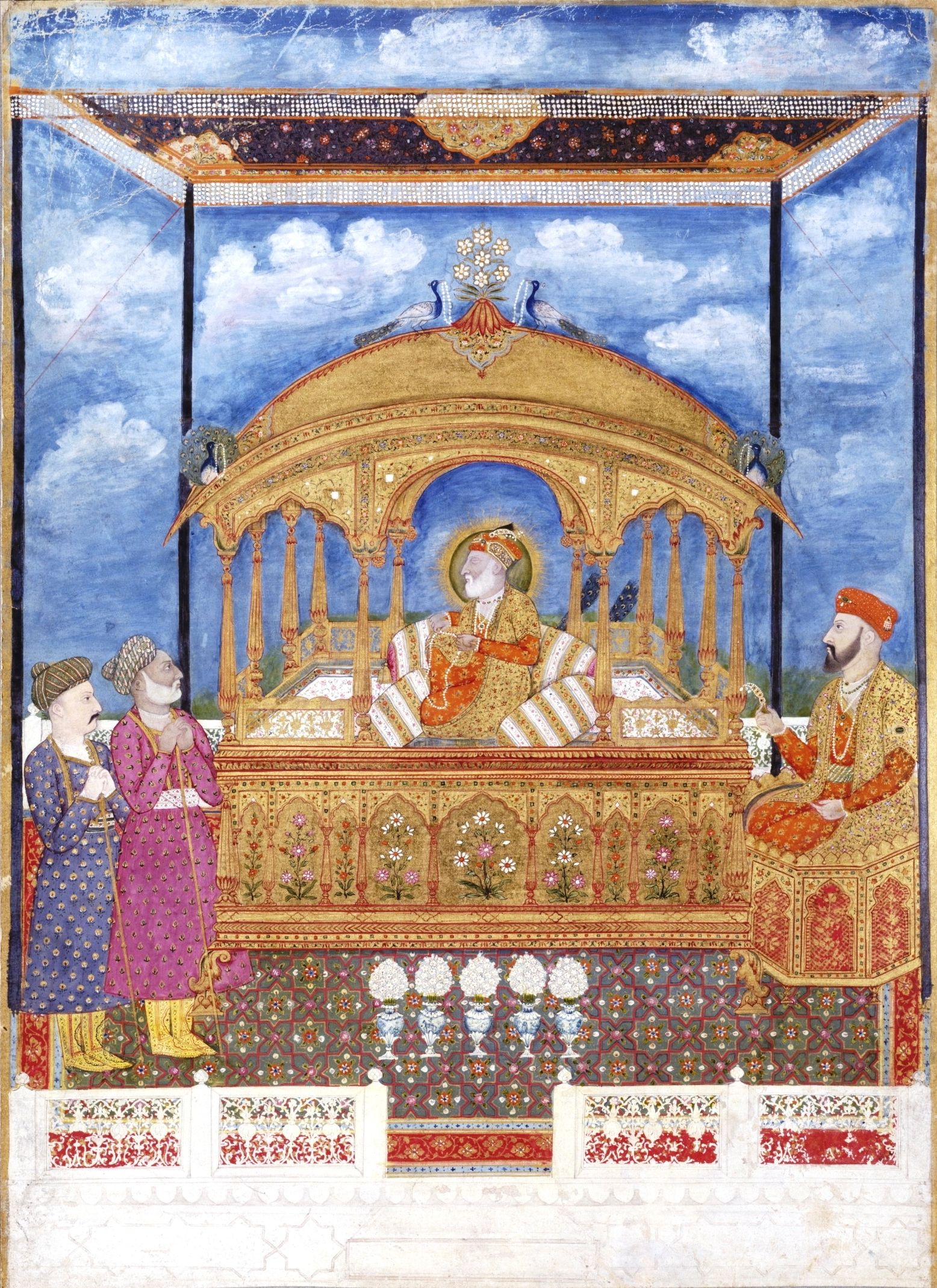
シャー・アーラム2世（中央）とアクバル（右）

1760年4月22日、アクバル2世ことミールザー・アクバルは、ムガル帝国の皇帝シャー・アーラム2世とその妃クードシヤ・ベーグムの息子として、リーワーのマカンプルで生まれた。
当時皇帝だったシャー・アーラム2世には、2人の年長の息子ミールザー・ジャワーン・バフト、ミールザー・ファルフンダ・バフトがいたが、1781年5月2日にアクバルが皇太子となった。これはイギリス東インド会社にも認められた。
父帝シャー・アーラム2世の治世はムガル帝国の衰退期であり、父はその衰運の流れを変えようと奮闘したがすべて徒労に終わり、帝国はマラーターのシンディア家のもと存続していた。
1788年7月から10月にかけては、アフガン系ローヒラー族の族長グラーム・カーディル・ハーンに首都デリーを占領され、不運にも父や弟のミールザー・スライマーン・シコー、ミールザー・アフサーン・バフトとともに盲目にされてしまう。
また、マラーターの保護下にあったことで、1803年8月に勃発した第二次マラーター戦争にも巻き込まれ、9月にはデリーはイギリスの保護下に入った（デリーの戦い）。このとき、ミールザー・アクバルはイギリスの司令官ジェラルド・レイクをデリー城へと招き入れた。
そして、1806年11月10日、父シャー・アーラム2世の長く不運に満ちた治世が終わり、ミールザー・アクバルが新帝アクバル2世として即位した。

### 帝国の安定とデリーの繁栄

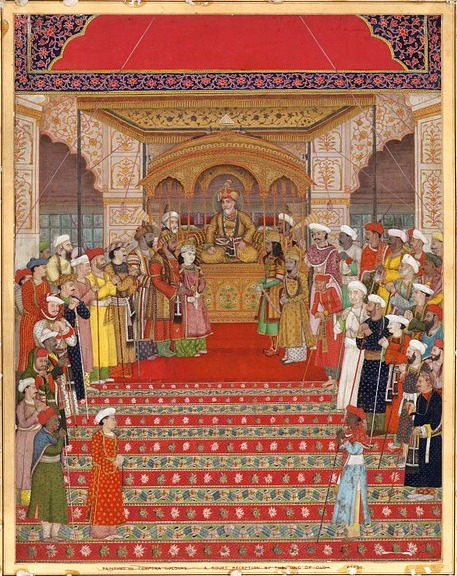
アクバル2世と廷臣

19世紀、ムガル帝国は帝都デリーとその周辺にのみに領土を持つ小国家となり、それらの領土もイギリスによって管理された。皇帝はイギリスからの年金受給者となり、その権限はデリー城の中でしか行使できなかった。ムガル帝国とイギリスとの間に結ばれた1805年の条約のもと、デリー周辺の地域の税収入と月額9万ルピーが支払われ、皇帝は年金生活者となっていた。
しかし、ムガル帝国の名目的主権は守られ、帝国は藩王国としては扱われず、帝国の君主も藩王より上の皇帝として扱われた。アクバル2世の治世、首都デリーはイギリスの管理下に置かれたことで人口が集積し、商業取引の中心地となり繁栄につつまれた。
また、デリーでは年に何度か皇帝主催の大きな祝祭が開かれ、皇帝や皇子、宰相や大臣、イギリス人らが象に乗り、そのあとに楽士や歩兵、騎兵が続き、賑やかな行列が町をねり歩いた。

### イギリスの侵略活動とラーム・モーハン・ローイの派遣

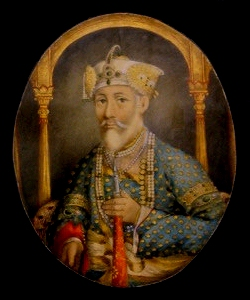
アクバル2世

その一方、イギリスはインドの植民活動を進め、1817年11月から1818年6月にかけては、第三次マラーター戦争でマラーター同盟に勝利し、デカンの広大な領域を制圧するところとなり、インドの植民地化は急速に進んだ。
また、19世紀以降、イギリス東インド会社は彼らがインドにおいて発行している硬貨をペルシア語から英語に書き換え、皇帝の名も刻まなくなった。
そのうえ、イギリスはムガル帝国の権威を弱めるため、アワド太守とニザームに帝国から正式に独立するよう促し（どちらも事実上独立しただけであった）、その結果アワドは1818年に帝国から正式に独立してしまった。
アクバル2世はイギリスが自国の文化を押し付けるのを嫌い、19世紀にベンガルを中心に社会改革をしていた知識人ラーム・モーハン・ローイの活動を注目していたことも知られる。
アクバル2世はラーム・モーハン・ローイに「ラージャ」の称号を与え、イギリスの横暴をヴィクトリア女王に訴えるべく、1830年からの渡英を依頼している。
しかし、1833年9月27日にラーム・モーハン・ローイはイギリスのブリストルで死亡し、インドに戻ることはなかった。

### イギリスがもたらす平和と死

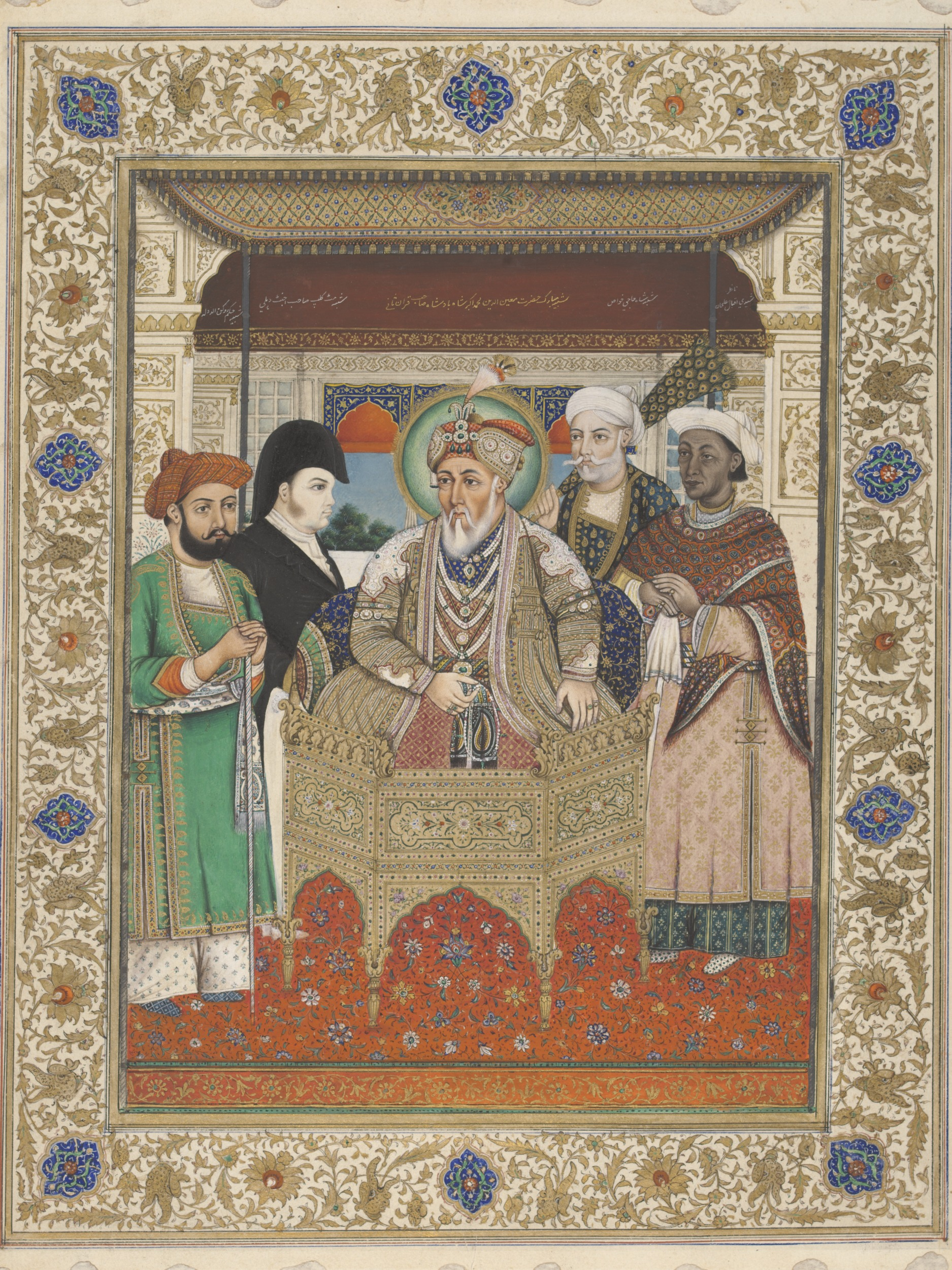
アクバル2世とチャールズ・メトカーフ

こうして、アクバル2世の治世はイギリスが全土を侵略するなか、その保護によってもたらされる平和を享受する形となった。
アクバル2世はその治世、宮廷儀礼とデリーをねり歩く大行列に精を出し、おもな政務はイギリスの死刑判決を確認する程度だった。イギリスの植民地行政官トーマス・メトカーフは、アクバル2世についてこう語っている。
| 「 | 「（アクバル2世は）穏やかで、慈悲深い君主である。だが、不運だった父帝（シャー・アーラム2世）や先帝（アーラムギール2世）が過ごした困難な時代よりは、イギリス政府の保護のもとで統治するほうが相応しい人物といえる」 | 」 |

このように安定した情勢のなか、1837年9月28日に皇帝アクバル2世は帝都デリーで死亡した。
アクバル2世の死後、息子のミールザー・アブー・ザファルがバハードゥル・シャー2世として新たな皇帝となった。

## 人物・評価

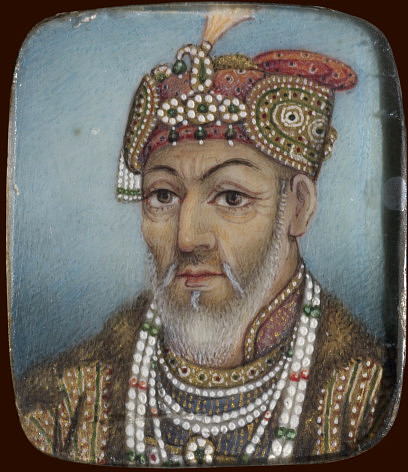
アクバル2世

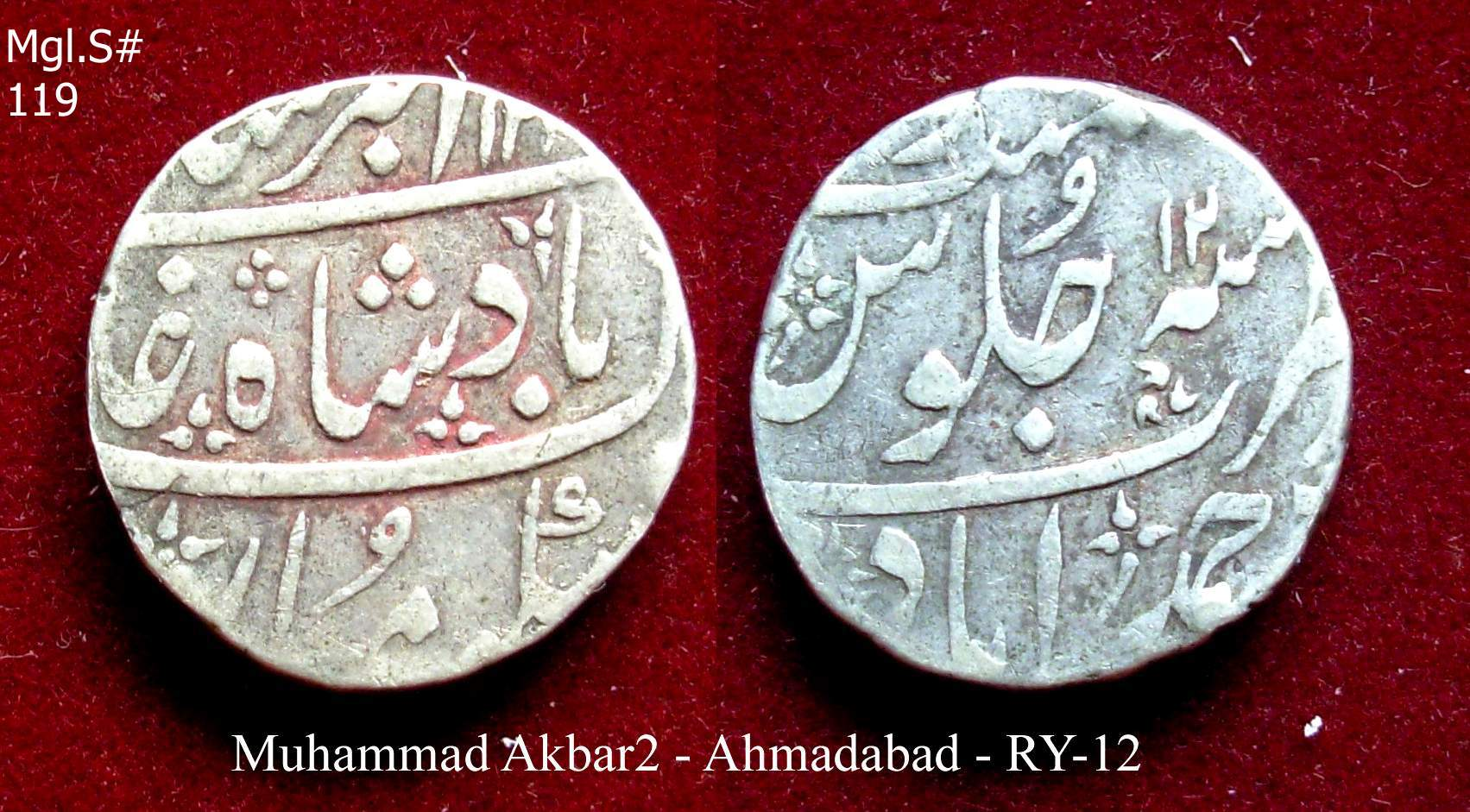
アクバル2世の治世に鋳造された貨幣

アクバル2世はウルドゥー詩の学者である傍ら、皇帝の権威を見せつけようと、宮廷儀礼やとデリーをねり歩く大行列をもって、帝国の衰退を取り繕うとした人物だった。
しかし、アクバル2世がラーム・モーハン・ローイの活動に目をつけ、イギリスに派遣したことに関しては彼の評価すべき点の一つである。また、アクバル2世にはその心優しさをあらわしているエピソードがある。
のちにインドのイスラーム教徒の代表的存在となるサイイド・アフマド・ハーンは少年時代にムガル帝国の宮廷に出仕しており、あるとき御前会議のときに寝坊してしまった。だが、アクバル2世は笑みを浮かべ、「これからは早く起きるように」と言い、彼を許したのだという。
サイイド・アフマド・ハーンはのちに、「陛下が私にやさしい態度を取られたので、宮廷中の人々が父に祝いの言葉をかけた」、と語っている。

## 家族

### 父母
- シャー・アーラム2世
- クードシヤ・ベーグム

### 后妃

#### 正室
- 氏名不詳（帝室の女性）
- ラヒームンニサー・ベーグム（ムムターズ・マハル）
- シャーハーバーディー・ベーグム
- アンワール・マハル

計4人。

#### 側室
- ラール・バーイー（クードシヤ・ベーグム）
- チューンチャル・バーイー
- サラーフンニサー
- ムムターズンニサー
- ジュマー・バーイー
- ガマーニー・ハーヌム
- アシュラーフィー・ハーヌム
- ラティーフンニサー
- キシャン・バーイー
- スルターン・バフシュ
- サーヒブ・ジャーン
- チャンバリー
- アミール・バーイー
- ジーナー・バーイー
- ラフマト・フッラーン
- マフブーブ・バーイー
- アーナンド・カウル
- フサイニー・ハーヌム
- ラヒームンニサー
- ムバーラクニンニサー
- ワズイールンニサー
- ゼーブ・ジャハーン・ハーヌム
- ファイズンニサー
- ガナー

計26人。

### 息子

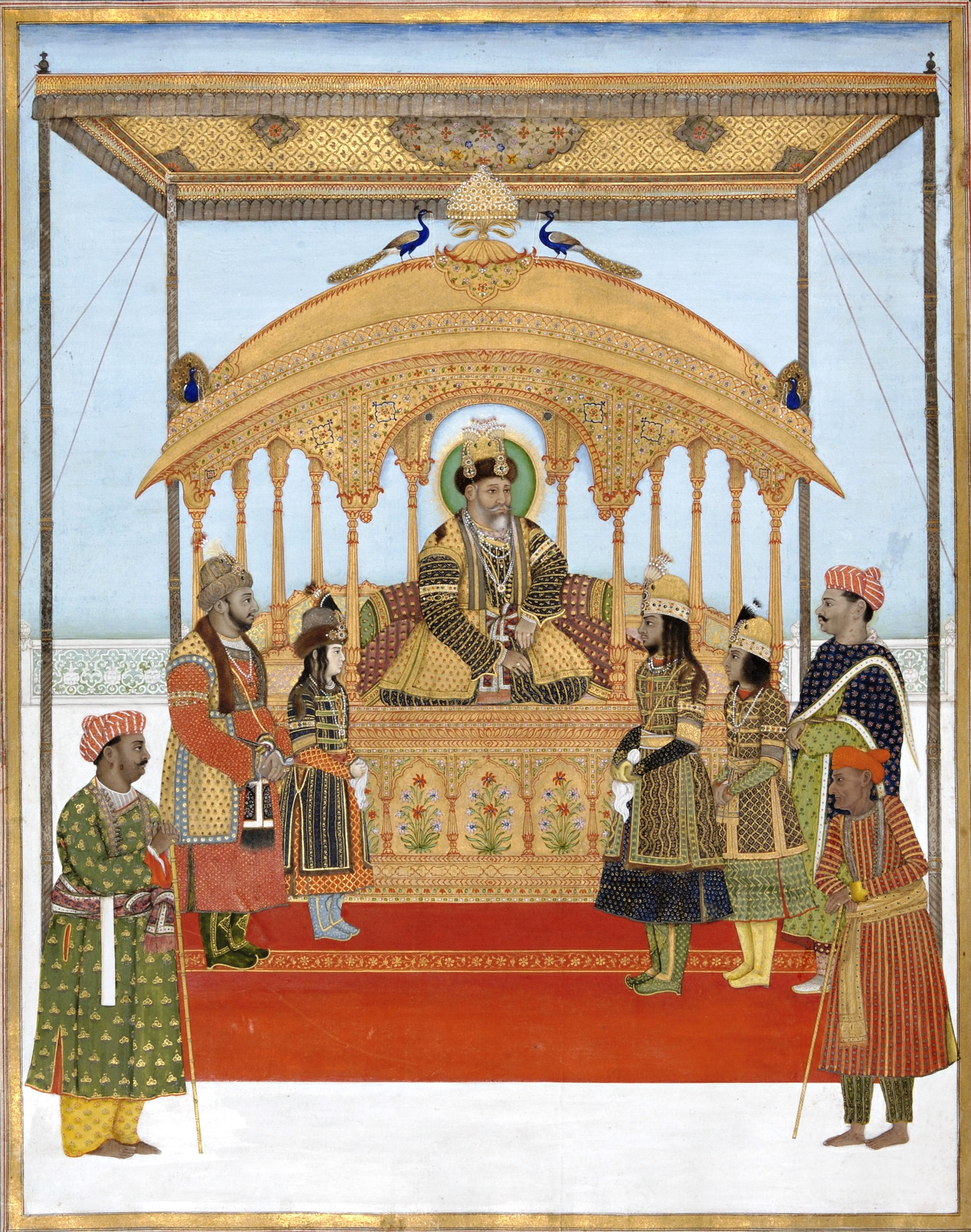
アクバル2世と皇子

- ミールザー・フィールーズ・バフト
- バハードゥル・シャー2世
- ミールザー・ブランド・バフト
- ミールザー・ジャハーンギール・バフト
- ミールザー・ジャハーン・フシュルー
- ミールザー・ジャハーン・シャー
- ミールザー・バーブル
- ミールザー・サリーム・シャー
- ミールザー・カイクバード
- ミールザー・カーム・バフシュ
- ミールザー・カーウス・シコー
- ミールザー・シュジャーアト・シャー
- ミールザー・ナズィーム・シャー
- ミールザー・フッラム・バフト

計14人。

### 娘
計8人。

## ギャラリー
- アクバル2世
- アクバル2世とランジート・シング
- アクバル2世と皇子ミールザー・サリーム・シャー
- アクバル2世の行列
- 皇子たちの行列
- アクバル2世と父シャー・アーラム2世の墓廟